# Fritiof Anderssons visbok
Fritiof Anderssons visbok är en vissamling av Evert Taube publicerad 1929.
Av alla Taubes personer är Fritiof Andersson den som står för de vådligaste skrönorna. I Evert Taubes bästa berättar Taube att Fritiof och han gjort värnplikt tillsammans på HMS Thule och att deras vägar sedan dess ständigt korsats. Timm beskriver Fritiof Andersson som "den evigt unge matrosen som både Homeros och Karen Blixen sett."
Fritiof Andersson, "en sjöman ifrån Sverige", finns med i Taubes sånger från allra första början i sången Fritiof Andersson (1919) och när han sista gången förekommer, tjugo år senare – i Rosa på bal (1940) – är han en berömd, belevad gentleman.
I Fritiof Anderssons visbok är hans roll olika i de olika sångerna. I den första, Balladen om briggen "Blue Bird" av Hull har Taube skrivit som underrubrik: "Sann händelse, berättad av Fritiof Andersson, vars fader gick med i räddningsbåten när 'Blue Birds' besättning skulle räddas."

## Innehåll
1. Det var "Blue Bird av Hull"…
2. Jag är fri, jag har sonat…
3. Karl-Alfred, Fritiof Andersson och jag
4. Mirrabooka marsch
5. "När jag var en ung caballeiro…"
6. Tatuerarevalsen
7. Havsörnsvals
8. Stockholmsmelodi
9. Här är dörren, tryck på knappen
10. Fritiof Anderssons paradmarsch